# نظام‌الدین اولیا

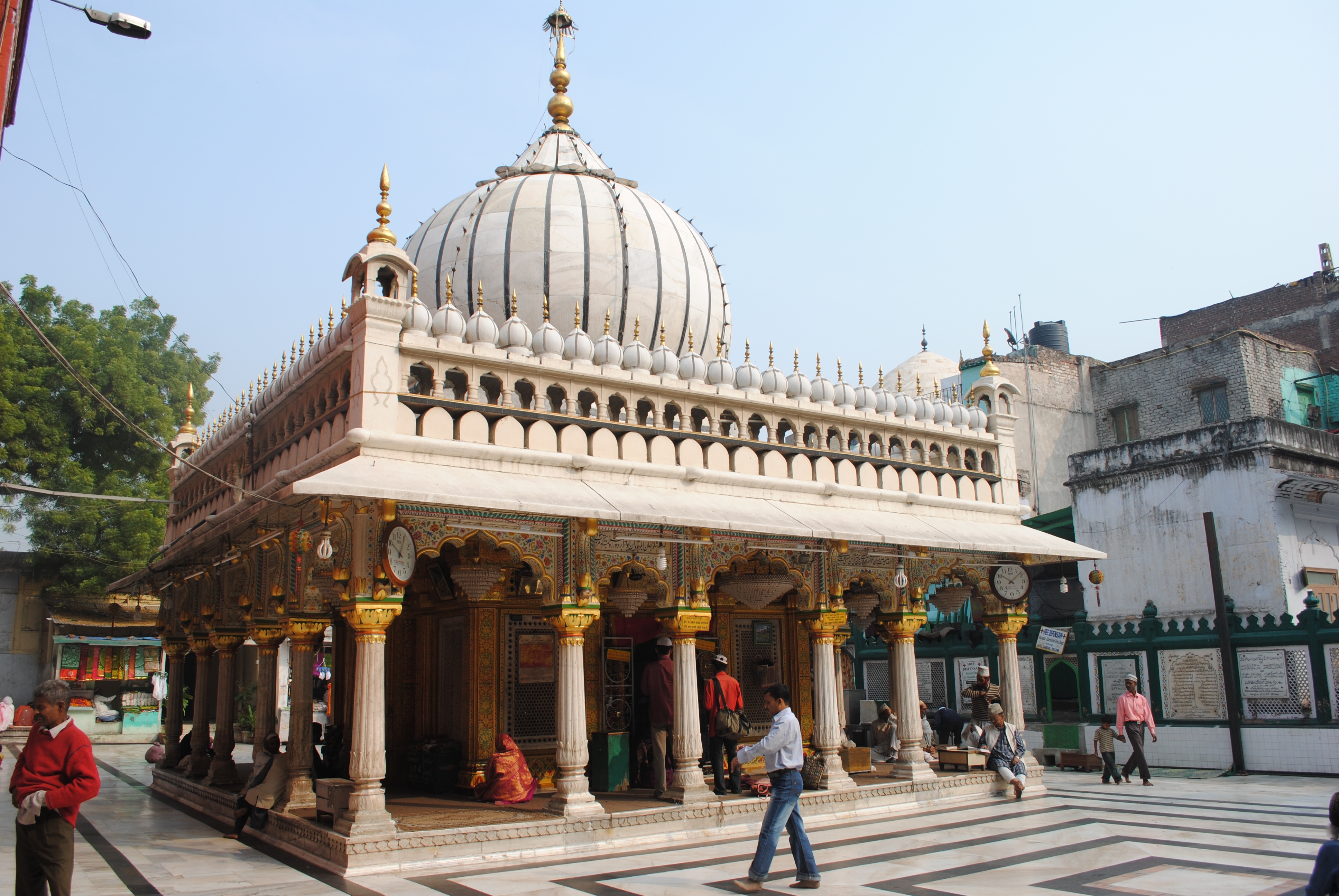
مقبره یا درگاه نظام‌الدین اولیا در دهلی

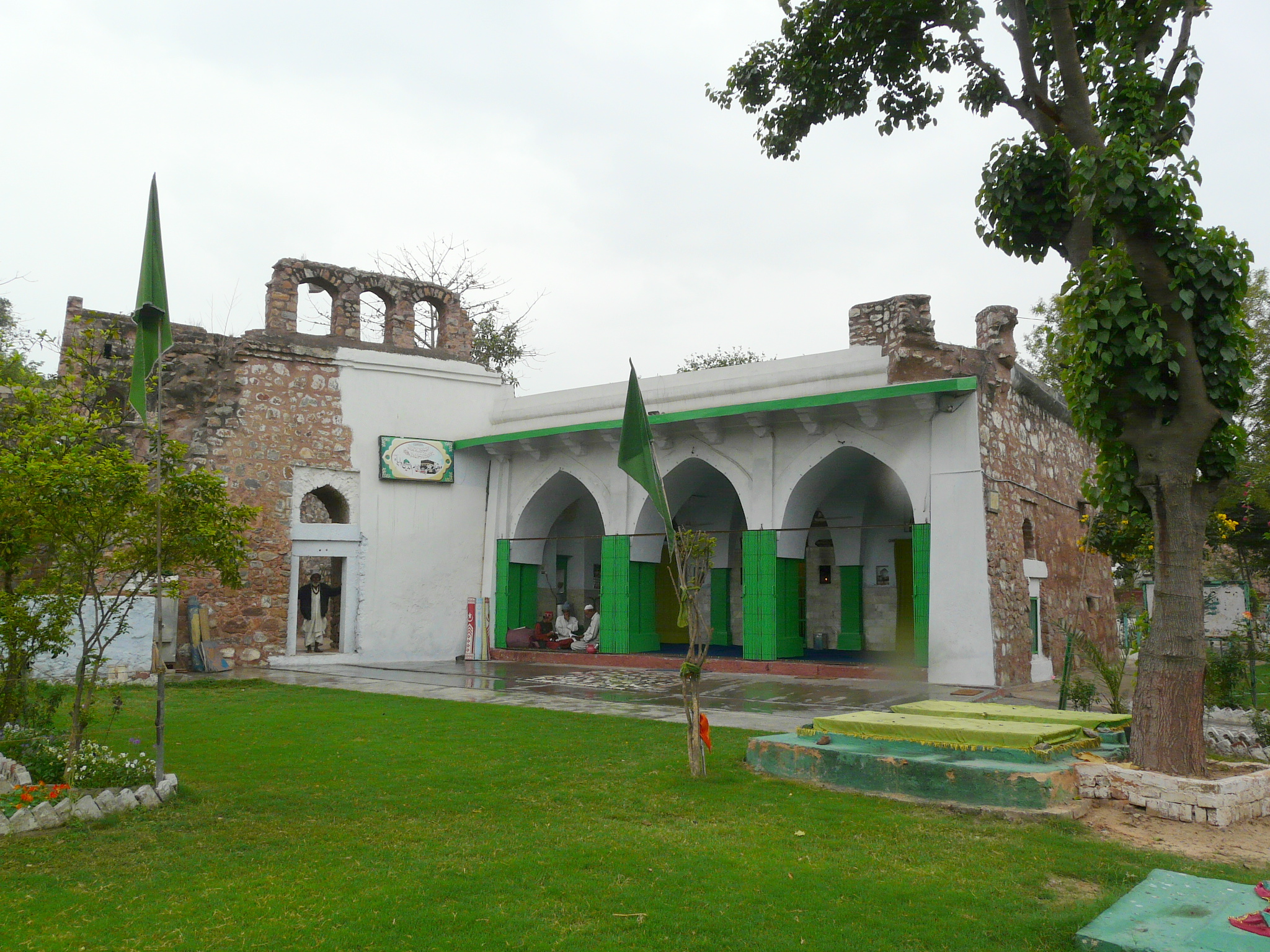
چله نظام‌الدین اولیا محل اقامت شیخ در شمال شرقی آرامگاه همایون در دهلی

محمد بن احمد بن علی دهلوی (۶۳۳–۷۲۵ ه‍.ق) یا حضرت شیخ خواجه سیّد محمد نظام‌الدّین اولیا معروف به شاه نظام‌الدین اولیا، شیخ نظام‌الدین اولیا، شاه نظام اولیا، نظام دهلوی و نظام الدین خالدی دهلوی از مشایخ قرن هشتم هجری و اعاظم عرفای هندوستان و بزرگان طریقت چشتیه است. او چهارمین جانشین معنوی یا «خلیفه» خواجه معین‌الدین چشتی بود. او همچنین به «بحاث» و «محفل شکن» شهرت داشت و به «نظام» و «نرگسی» تخلص می‌کرد.
پدر وی اهل بخارا بود که به شبه‌قاره هند مهاجرت کرد و در لاهور اقامت گزید و پس از چندی از لاهور به قصبهٔ بدایون در ایالت اتارپرادش در شرق دهلی رفت و در آنجا ساکن شدند. نظام‌الدین در آنجا چشم به جهان گشود. او در سن پنج سالگی پدر را از دست داد و مادرش بی‌بی زلیخا تربیتش را به عهده گرفت. او زنی پارسا و زاهد بود و در تربیت فرزندش بسیار کوشش کرد. در بدایون به تحصیل پرداخت و مقدمات علوم را در آنجا فرا گرفت و پس از چندی همراه مادر به دهلی رفت.
زندگینامه او در  آیین اکبری، کتابی که در سدۀ ۱۶ نوشته شده توسط ابوالفضل علامی وزیر پراقتدار اکبر شاه امپراتور گورکانی هند نوشته شده‌است.
گفته می‌شود که شبی در مسجد جامع دهلی بر اثر شنیدن آیه‌ای از دهان مؤذن، شوق طلب در او پدید آمد و نزد شیخ فریدالدین شکرگنج رفت و مدتها از او و دیگر پیران طریق چون قطب الدین بختیار کاکی و معین‌الدین چشتی درس‌ها آموخت همچنین گفته شده از تعالیم کسانی چون شمس الدین دامغانی و علاءالدین اصولی و فریدالدین مسعود استفاده کرد تا خود به مرحلهٔ ارشاد رسید و مریدان و پیروان بسیار یافت.
نظام‌الدین اولیا در ابتدا بسیار تنگدست و پریشان حال بود و از کسی چیزی قبول نمی‌کرد. پس از چندی که در هند بلندآوازه شد، بزرگان و امرای مسلمان از هر سو به طرف او روی آوردند و پادشاهان اسلامی از جمله سلطان جلال‌الدین خلجی از او تقاضای ملاقات می‌کردند.

## عقاید
نظام‌الدین اولیا، مانند استادان خود، به عشق به عنوان ابزاری برای شناخت خداوند تأکید می‌کرد. برای او عشق به خدا عشق غیر مستقیم به انسانیت است. دیدگاه او به جهان با حسی بسیار تکامل یافته از تکثرگرایی دینی و محبت به دیگران همراه بود. به ادعای ضیاء الدین بارانی مورخ سده ۱۴ میلادی، نفوذ نظام‌الدین اولیا در مردم دهلی موجب تغییری در دیدگاه‌های مسلمانان آن دیار شد که از توجه به امور دنیوی به سمت عرفان، عبادت و امور معنوی متمایل شوند.

## آثار و کرامات
نظام‌الدین در بسط و نشر معارف و عرفان اسلامی تلاش فراوانی کرد و به‌طور کلی نشر معارف اسلامی و تصوف در مناطق مختلف هند از حسن عنایت و توجه نظام‌الدین اولیا و شاگردان و خلفای وی می‌باشد. عبدالرحمان جامی در نفحات الانس کرامات بسیاری به او نسبت داده‌است.
از خواجه نظام الدین اولیا کتاب‌های زیادی برجای مانده از جمله «فوائد الفواد»، «راحه المحبین»، «افضل الفواد» و «سیرالاولیا». کتاب «فوائد الفواد» که ملفوظات نظام‌الدین اولیا است توسط عارف بزرگ امیرحسن سجزی که به «سعدی هند» نیز اشتهار داشته جمع‌آوری گردید که اطلاعات دقیقی در معرفی مشایخ چشتیه را ارائه داده‌است.

## شاگردان و مریدان
امیر حسن دهلوی و امیرخسرو دهلوی - دو شاعر پارسی گوی بزرگ هند - از مریدان وی بوده‌اند که اشعاری در مدح وی سروده‌اند. نظام‌الدین نیز در وصف مرید خویش امیرخسرو دهلوی گفته‌است:
| از ملک سخنوری شهی خسرو راست |  | خسرو که به شاعری نظیرش کم خاست |
| این خسرو ماست ناصرخسرو نیست |  | زیرا که خدای ناصر خسرو ماست    |

شاگردان و خلیفه‌های او هر کدام در منطقه‌ای از هندوستان به فعالیت پرداختند یکی از شاگردان وی به نام خواجه نصیرالدین در اودو، گجرات و پنجاب اثرات مذهبی و روحانی از خود به یادگار گذارد. شاگرد دیگرش سراج الدین در بنگاله و بیهار و آسام تعلیمات اسلامی و تصوف را منتشر ساخت و دیگری به نام برهان الدین در منطقه دکن و نواحی مرکزی هندوستان مردم را ارشاد می‌کرد.

## آرامگاه

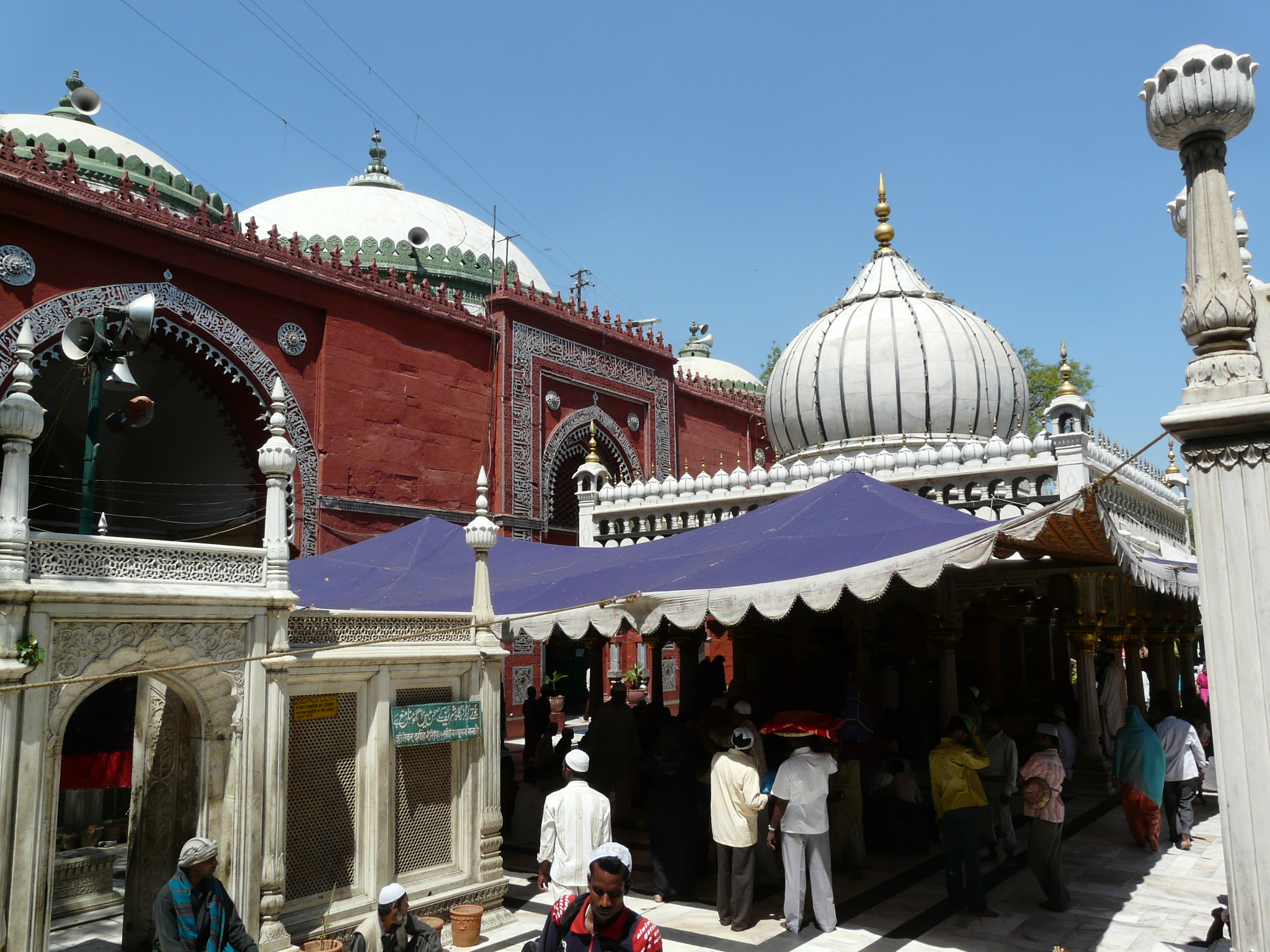
آرامگاه نظام‌الدین اولیا (راست)، آرامگاه جهان‌آرا (چ‍پ)، مسجد جماعت خانه درگاه نظام‌الدین اولیا (پس زمینه)

شاه نظام‌الدین اولیا در ۷۲۵ ه‍.ق در دهلی دیده از جهان فروبست و در همان‌جا دفن شد. نخست مقبره‌ای برای او توسط محمد تغلق از پادشاهان مقتدر سلطنت دهلی ساخته شد که بعدها چندین بار مرمت و بازسازی شد. بیشتر مقبره حاضر قدمت آن به ۱۵۶۲ میلادی برمی‌گردد.
آرامگاه یا درگاه نظام‌الدین اولیا در غرب یکی از محله‌های شلوغ و پرتراکم دهلی که بنام خود او معروف است و نزدیک به ایستگاه قطار شهری دهلی به نام ایستگاه قطار نظام‌الدین و در نزدیکی آرامگاه همایون قرار دارد و پیوسته میزبان جمع کثیری از مردم و زیارتگاه مسلمانان و اهل تصوف است. هر سال یک روز برای وی مجلس یادبودی تشکیل می‌شود و هزاران مسلمان در آنجا اجتماع می‌کنند و از طرف خطبا خطبه‌هایی خوانده می‌شود.
در مجموعهٔ حضرت نظام‌الدین اولیا آرامگاه‌ها و بناهای تاریخی دیگری نیز قرار دارد از جمله آرامگاه امیرخسرو دهلوی که همواره بخشی از پیروان او در آن محل گردآمده‌اند و همچنین آرامگاه جهان‌آرا بیگم بانوی شاعر پارسی‌گوی و دختر شاه جهان و آرامگاه اتکه خان از بزرگان گورکانیان هند نیز در همان نزدیکی واقع است.